# Phanoperla doisuthep
Phanoperla doisuthep és una espècie d'insecte plecòpter pertanyent a la família dels pèrlids.

## Descripció
- Els adults tenen el cap de color marró groguenc i les cames marró clar amb petites taques marrons i ovalades en el terç superior.
- L'envergadura alar és de 10 mm.[5]

## Distribució geogràfica
Es troba a Àsia: Tailàndia (incloent-hi la província de Chiang Mai).